# Eva Lissa

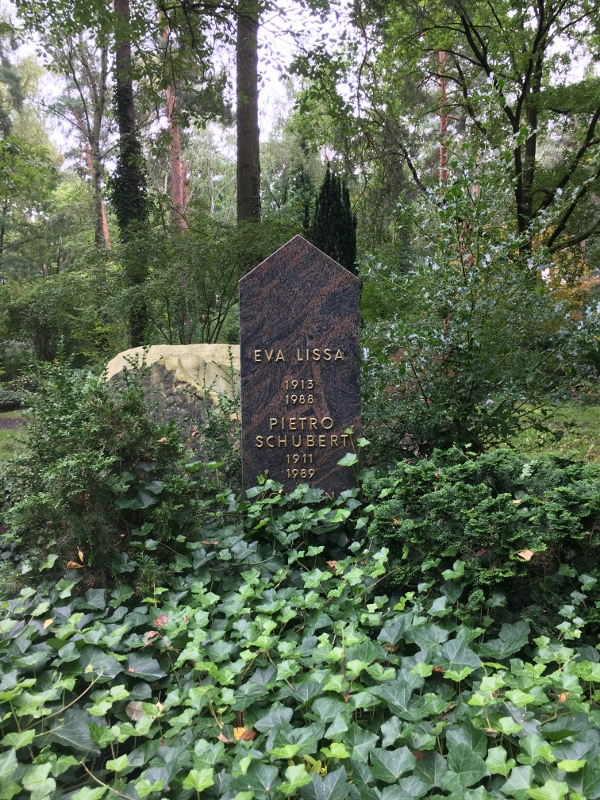
Grabstätte von Eva Lissa auf dem Waldfriedhof Zehlendorf

Eva Lissa (* 9. November 1913 in Wien; † 28. September 1988 in Berlin; eigentlich Wilhelmine Schubert) war eine deutsche Schauspielerin aus Österreich.

## Leben
Eva Lissa studierte an der Max-Reinhardt-Schule in Wien und trat in den 1950er und 1960er Jahren an verschiedenen Berliner Bühnen auf. Später gehörte sie dem Ensemble der Staatlichen Schauspielbühnen Berlin an.
In dem Walt-Disney-Film Robin Hood von 1973 war sie die deutsche Synchronstimme der Mrs. Sexton. Ihren letzten Auftritt hatte sie 1989 in dem nach ihrem Tod ausgestrahlten Film Affäre Nachtfrost.
Eva Lissa starb im Alter von 74 Jahren und wurde auf dem Waldfriedhof Zehlendorf beigesetzt. Die Grabstätte hat die Nummer 37-294.

## Filmografie (Auswahl)
- 1941: Annelie
- 1954: Glückliche Reise
- 1963: Unterm Birnbaum
- 1966/1968: Wilhelmina
- 1968: Morgens um sieben ist die Welt noch in Ordnung
- 1969: Sag’s dem Weihnachtsmann (Fernsehfilm)
- 1971: Bedenkzeit
- 1972: Der Hutmacher
- 1972: Mandala
- 1974: Sie sind frei, Dr. Korczak
- 1977: Unendlich tief unten
- 1978: Der Pfingstausflug
- 1979: Jauche und Levkojen
- 1980: Nirgendwo ist Poenichen
- 1981: La Celestina
- 1982: Leben im Winter
- 1982: Bananen-Paul
- 1984: Tatort – Freiwild
- 1985: Der Tod aus dem Computer (Fernsehfilm)
- 1985–1987: Löwenzahn – 3 Folgen, jeweils als Kräuterfrau
- 1988: Fünf Bier und ein Kaffee
- 1989: Affäre Nachtfrost

## Theater (Auswahl)
- 1938: Anton Tschechow: Der Kirschgarten – Regie: Heinz Hilpert (Deutsches Theater, Berlin)
- 1941: Gerhart Hauptmann: Schluck und Jau (Sidselill) – Regie: Heinrich Koch (Deutsches Theater, Berlin)
- 1952: Maxim Gorki: Die Feinde (Tatjana) – Regie: Fritz Wisten (Theater am Schiffbauerdamm, Berlin)
- 1955: Ferdinand Raimund: Die gefesselte Phantasie (Arrogantia) – Regie: Rudolf Steinboeck (Theater am Kurfürstendamm: Haus der Freien Volksbühne, Berlin)
- 1981: Molière: Tartuffe (Pernelle) – Regie: Kurt Hübner (Theater der Freien Volksbühne Berlin)
- 1983: Maxim Gorki: Kinder der Sonne (Antonovna) – Regie: Harald Clemen (Schloßpark-Theater, Berlin)
- 1988: Pedro Calderón de la Barca: Das große Welttheater (Die gealterte Schönheit) – Regie: Augusto Fernandes (Schiller-Theater, Berlin)